# Běřín
Běřín (německy Bierschin) je malá vesnice, část městyse Jince v okrese Příbram ve Středočeském kraji. Nachází se asi jeden kilometr jižně od Jinec. Běřín je také název katastrálního území o rozloze 3,09 km².

## Historie
První písemná zmínka o vesnici pochází z roku 1605.

## Obyvatelstvo
| Rok            | 1869 | 1880 | 1890 | 1900 | 1910 | 1921 | 1930 | 1950 | 1961 | 1970 | 1980 | 1991 | 2001 | 2011 | 2021 |
| -------------- | ---- | ---- | ---- | ---- | ---- | ---- | ---- | ---- | ---- | ---- | ---- | ---- | ---- | ---- | ---- |
| Počet obyvatel | 219  | 195  | 215  | 194  | 201  | 182  | 160  | 98   | 103  | 81   | 68   | 52   | 40   | 44   | 54   |
| Počet domů     | 28   | 29   | 29   | 29   | 29   | 30   | 32   | 29   | 30   | 29   | 28   | 31   | 31   | 34   | 37   |

## Obecní správa
Při sčítání lidu v letech 1850–1929 Běřín byl osadou městyse Jince v okrese Hořovice. V letech 1930–1979 byl samostatnou obcí, se kterým patřil nejprve do okresu Hořovice, ale od roku 1960 v okrese Příbram. Od 1. ledna 1980 je opět částí městyse Jince v okrese Příbram.